# Ideologia da Revolução Iraniana
A ideologia da Revolução Iraniana foi denominada de "combinação complexa" de pan-islamismo, populismo político e "radicalismo religioso" islâmico xiita.
A revolução iraniana se expressa na linguagem do Islã, ou seja, como um movimento democrático com uma liderança religiosa, uma crítica religiosamente formulada da velha ordem e planos religiosamente expressos para a nova. Os revolucionários muçulmanos olham para o nascimento do Islã como seu modelo e se veem engajados em uma luta contra o paganismo, a opressão e o império. Bernard Lewis
Talvez a mais importante das muitas interpretações ideológicas do Islã dentro da grande aliança que levou à revolução de 1979 fosse o chamado "quietismo" clerical tradicional, o Khomeinismo, a ideologia de esquerda islâmica de Ali Shariati e o Islã liberal-democrático de Mehdi Bazargan. Menos poderosos eram os grupos guerrilheiros socialistas de variantes islâmicas e seculares, e o constitucionalismo secular em formas socialistas e nacionalistas.
O slogan entoado pelos manifestantes:  "Independência, Liberdade e República Islâmica" (Estiqlal, Azadi, Jomhuri-ye Eslami!)  - foi chamado de "demanda fundamental, mas ampla" dos revolucionários. Os revolucionários protestaram contra a corrupção, extravagância e natureza autocrática do então de governo Pahlavi; políticas que ajudaram os ricos em detrimento dos pobres; e a dominação/exploração econômica e cultural do Irã por estrangeiros não-muçulmanos—particularmente americanos.
Os contribuintes para a ideologia incluíram Jalal Al-e-Ahmad, que formulou a ideia de Gharbzadegi – que a cultura ocidental deve ser rejeitada e combatida como uma praga ou uma intoxicação que alienou os muçulmanos de suas raízes e de suas identidades. Ali Shariati influenciou muitos jovens iranianos com sua interpretação do Islã como a única maneira verdadeira de despertar os oprimidos e libertar o Terceiro Mundo do colonialismo e do neocolonialismo .

## Khomeini
O autor que finalmente formulou a ideologia da revolução, porém, foi o homem que dominou a própria revolução, o aiatolá Khomeini . Ele pregou que a revolta, e especialmente o martírio, contra a injustiça e a tirania fazia parte do islamismo xiita, que os clérigos deveriam mobilizar e liderar seus rebanhos em ação, não apenas aconselhá-los. Ele introduziu termos corânicos — mustazafin ('fraco')  e mustakbirin ('orgulhoso e poderoso')  — para a terminologia marxista da distinção entre opressores e oprimidos . Ele rejeitou a influência das superpotências soviéticas e americanas no Irã com o slogan "não oriental, nem ocidental - republicano islâmico" (em em persa: fa‎   ).

## Velayat-e faqih
Mas ainda mais importante, ele desenvolveu a ideologia de quem governaria a República Islâmica, que forma de governo seria necessária. Khomeini acreditava fortemente que o Islã exigia que o princípio de velayat-e faqih fosse aplicado ao governo, ou seja, que os muçulmanos, na verdade todos, exigiam "tutela", na forma de governo ou supervisão pelos principais juristas islâmicos ou juristas - como Khomeini ele mesmo o faria. Isso foi necessário porque o Islã exige obediência apenas à lei islâmica tradicional (sharia). Seguir essa lei não era apenas a coisa islamicamente correta a se fazer, mas também evitaria a pobreza, a injustiça e a pilhagem de terras muçulmanas por descrentes estrangeiros. Mas para que tudo isso acontecesse, a sharia tinha que ser protegida da inovação e do desvio, e isso exigia colocar juristas islâmicos no controle do governo.
Estabelecer e obedecer a esse governo islâmico era tão importante que era "na verdade uma expressão de obediência a Deus", e, também, "mais necessário até do que oração e jejum" para o Islã, porque sem isso o verdadeiro Islã não sobreviverá. Era um princípio universal, não restrito ao Irã. Todo o mundo precisava e merecia um governo justo, isto é, um verdadeiro governo islâmico, e Khomeini "considerava imperativa a exportação da revolução islâmica". No entanto, em relação à " exportação da revolução ", ele afirmou: "não significa interferir nos assuntos de outra nação", mas "responder às suas perguntas sobre conhecer a Deus"
Essa visão revolucionária do governo teocrático contrastava fortemente com o xiismo quietista que pedia a retirada da vida política, ou pelo menos do governo, até o retorno do Mahdi . E desnecessário dizer que estava em conflito com as esperanças e planos dos secularistas democráticos do Irã e dos esquerdistas de origem islâmica. Ao mesmo tempo, Khomeini sabia que uma ampla base revolucionária era necessária e não hesitou em encorajar essas forças a se unirem a seus apoiadores para derrubar o xá. Consequentemente, a ideologia da revolução era conhecida por sua "imprecisão" ou "caráter vago" antes de sua vitória, com o caráter específico de velayat-e faqih/teocrático esperando para ser tornado público quando chegasse o momento. direito. Khomeini acreditava que a oposição ao velayat-e faqih/governo teocrático pelos outros revolucionários era o resultado de uma campanha de propaganda de imperialistas estrangeiros ansiosos para impedir que o Islã acabasse com sua pilhagem. Essa propaganda foi tão insidiosa que penetrou até nos seminários islâmicos e tornou necessário "observar os princípios da taqiyya " (ou seja, dissimulação da verdade em defesa do Islã), quando se fala (ou não) do governo islâmico.
Essa divisão entre os elementos gerais e específicos da ideologia da revolução inevitavelmente quebraram a unidade da revolução, pois Khomeini abandonou a taqiyya e trabalhou com determinação para estabelecer um governo liderado por clérigos islâmicos, enquanto os oponentes da teocracia resistiam. No final, a ruptura não foi fatal. A oposição foi derrotada e a ideologia revolucionária prevaleceu.

## Ideologia na prática
Após a revolução, sua ideologia tornou-se evidente nas políticas sociais, econômicas e culturais do Irã.

Em termos de vestimenta, gravatas de estilo ocidental para homens e cabelos descobertos, braços, etc. para mulheres foram proibidos. Mas,  também houve mudanças não-religiosas, como a ênfase no vestuário, modos e costumes proletários, em oposição à elegância e extravagância aristocrática ou burguesa ocidental da era do xá. Por exemplo, observadores notaram nos primeiros dias da revolução a natureza "cantina" das refeições em restaurantes, destinadas a "ressaltar o triunfo do proletariado muçulmano". Em trajes masculinos, um juiz descreveu a "transformação da noite para o dia" em fevereiro de 1979 do Ministério da Justiça em Teerã:
Os homens não usavam mais terno e gravata, mas calças simples e camisas sem gola, muitas delas bastante amassadas, algumas até manchadas. Até meu nariz sentiu o cheiro da mudança. O leve cheiro de colônia ou perfume que permanecia nos corredores, especialmente pela manhã, estava ausente.